# Kobenbach
Der Kobenbach ist ein rechter Zufluss der Mosel in Trier.
Er hat eine Länge von 2,175 Kilometern, ein Wassereinzugsgebiet von
1,808 Quadratkilometern und die Fließgewässerkennziffer 26514.
Er entspringt auf etwa 280 Meter über NN zwischen Konz und Trier,
fließt am Löllberg vorbei und mündet in der Nähe des Estricher Hofes in die Mosel.
Ein rechtes Nebengewässer des Kobenbaches ist der Mattheiser Sauerbrunnen Römersprudel.
Der Name „Kob“ bzw. „Koben“ bedeutet so viel wie „Rabe“ bzw. „Raben“ und
kommt vom französischen „corbeau“.
Kobenbach ist auch der Name einer Straße sowie eines Gemeindeteiles in Trier.